# سان مارتين ديل ري أوريليو
بلدية سان مارتين ديل ري أوريليو (بالإسبانية: San Martín del Rey Aurelio) هي بلدية تقع في منطقة أستورياس شمال غرب إسبانيا.

## الديموغرافيا
بلغ عدد سكان بلدية سان مارتين ديل ري أوريليو 18.286 نسمة عام 2011 (وفقاً للمعهد الوطني للإحصاء الإسباني).
| 22.129 | 21.414 | 20.186 | 19.698 | 19.115 | 18.729 | 18.286 |

## توأمة
لسان مارتين ديل ري أوريليو اتفاقيات توأمة مع:
- جيرسي سيتي

## أعلام
- أوريليوس ملك أستورياس
- كوندي
- أبيلاردو غونزاليس